# 王知人
王知人，沧州人，是一名清朝政治人物。拔贡出身。
王知人曾于康熙二十五年(1686年)接替张一魁任邵武府知府一职，康熙二十八年(1689年)由赵萃中接任。